# Michael Boogerd

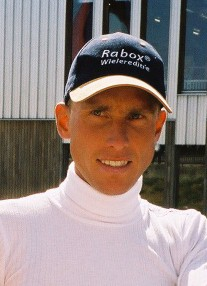
Michael Boogerd, vor 2006

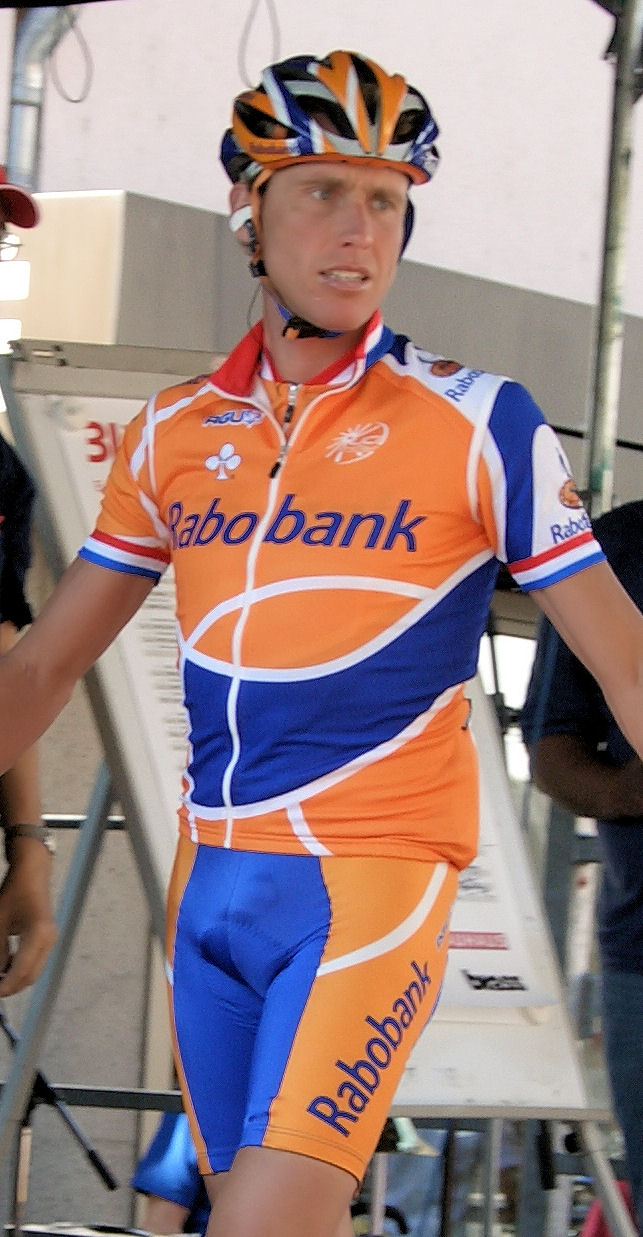
Michael Boogerd, vor 2008

Michael Boogerd (* 28. Mai 1972 in Den Haag, Niederlande) ist ein ehemaliger niederländischer Radrennfahrer und Sportlicher Leiter.

## Sportliche Karriere
Boogerd begann 1994 seine Profikarriere beim Team Word Perfect, das 1995 Novell und ab 1996 Rabobank hieß und beendete bei diesem Team auch seine Laufbahn.
Boogerd etablierte sich als Spezialist für die Klassiker des Frühjahrs. 1999 siegte er bei Paris–Nizza, 2003 beim Pfeil von Brabant. Bei Amstel Gold Race und Lüttich–Bastogne–Lüttich erreichte er zahlreiche Podiumsplatzierungen. Seinen einzigen Sieg beim Amstel Gold Race fuhr er 1999 ein, anschließend wurde er zwischen 2001 und 2005 viermal in Folge Zweiter. Bei Lüttich–Bastogne–Lüttich wurde Boogerd je zweimal Zweiter und Dritter. 1998 und 2004 belegte er Platz zwei der Lombardei-Rundfahrt, 2001 den dritten. Dreimal – 1997, 1998 und 2006 – wurde er niederländischer Meister im Straßenrennen. 2004 trat er im Straßenrennen bei den Olympischen Spielen in Athen an, konnte das Rennen aber nicht beenden.
In seinen 13 Profijahren startete Michael Boogerd zwölf Mal bei der Tour de France. 1996 und 2002 gewann er jeweils eine Etappe. Seine beste Platzierung in der Gesamtwertung erreichte er 1998, als er Fünfter wurde.
Im April 2007 beendete Boogerd seine Profikarriere. Ursprünglich hatte er geplant, nach der Lombardei-Rundfahrt aufzuhören. Nachdem er sich aber bei einem Trainingsunfall eine Woche zuvor eine schwere Verletzung am linken Knie und eine bakterielle Infektion (Erysipel) zugezogen hatte, gab Boogerd am 18. Oktober 2007 seinen sofortigen Rücktritt bekannt.
Im März 2013 gab Michael Boogerd in einem TV-Interview mit dem niederländischen Sender NOS jahrelanges, systematisches Doping von 1997 bis zu seinem Karriereende 2007 zu. Dabei habe es sich laut Boogerd um Epo-Doping, Bluttransfusionen und Cortison-Einnahme gehandelt: „Ich habe es niemals als falsch angesehen.“
Im Jahr 2015 übernahm er die Funktion als Sportlicher Leiter des neugegründeten Professional Continental Teams Roompot Oranje Peloton. Nachdem er zur Jahreswende 2015/2016 durch den Weltradsportverband UCI aufgrund seines Dopinggeständnisses für zwei Jahre bis zum 21. Dezember 2017 gesperrt wurde, trat er von dieser Tätigkeit zurück. Neben seiner Sperre wurde seine Resultate von 2005 bis 2007 gestrichen.

## Erfolge
- Niederländischer Meister – Straßenrennen 1997, 1998, 2006[4]
- 1998 und 2001 Setmana Catalana
- 1999 Paris–Nizza
- 1999 Amstel Gold Race
- 2001 und 2003 Pfeil von Brabant
- zwei Etappen Tour de France (1996, 2002)